# Pukaträsk
Pukaträsk är en sjö i Gotlands kommun i Gotland och ingår i Gothemån-Snoderåns kustområde. Sjöns area är 0,08 kvadratkilometer och den befinner sig 2,5 meter över havet.